# 狮子庭院

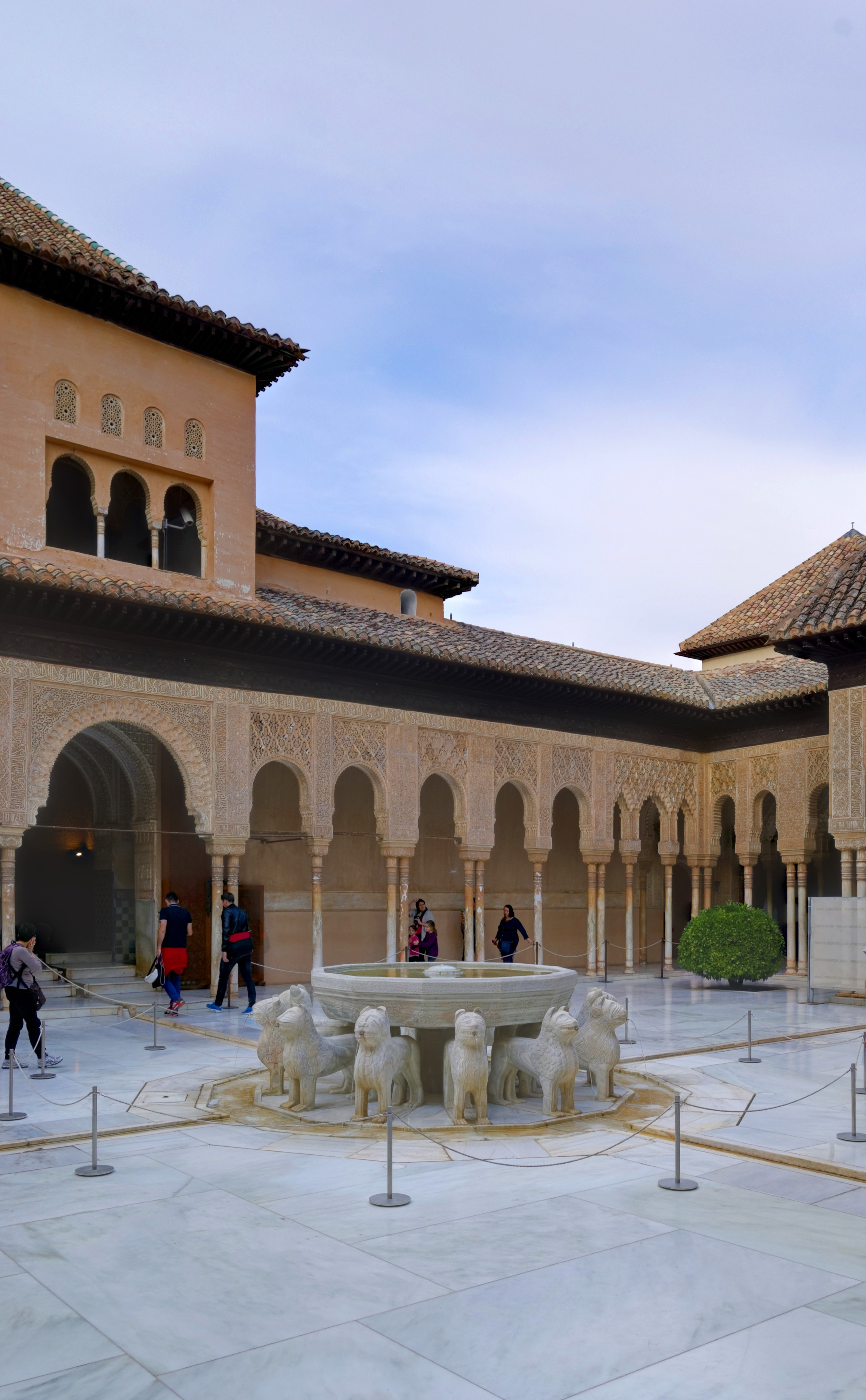

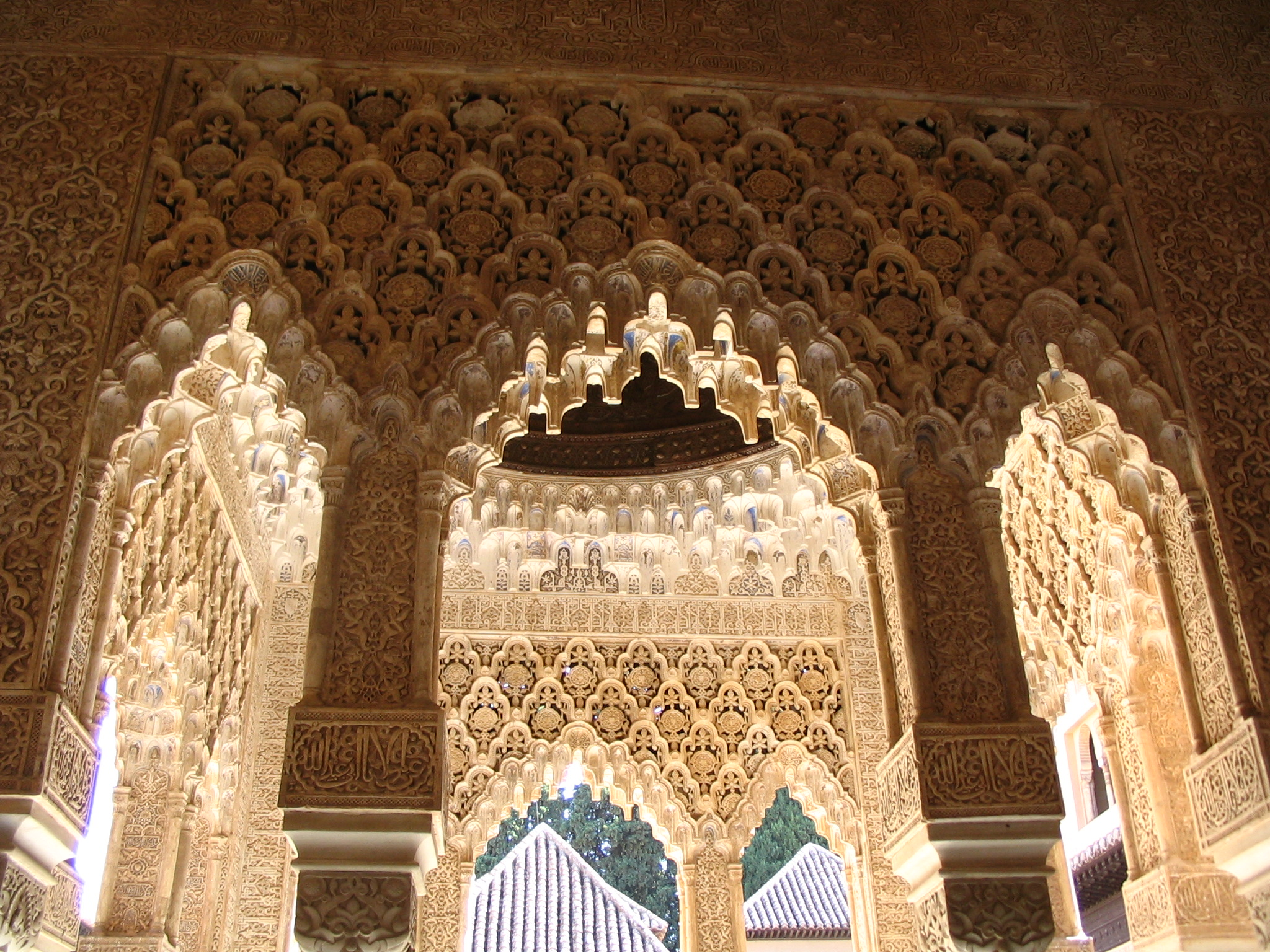

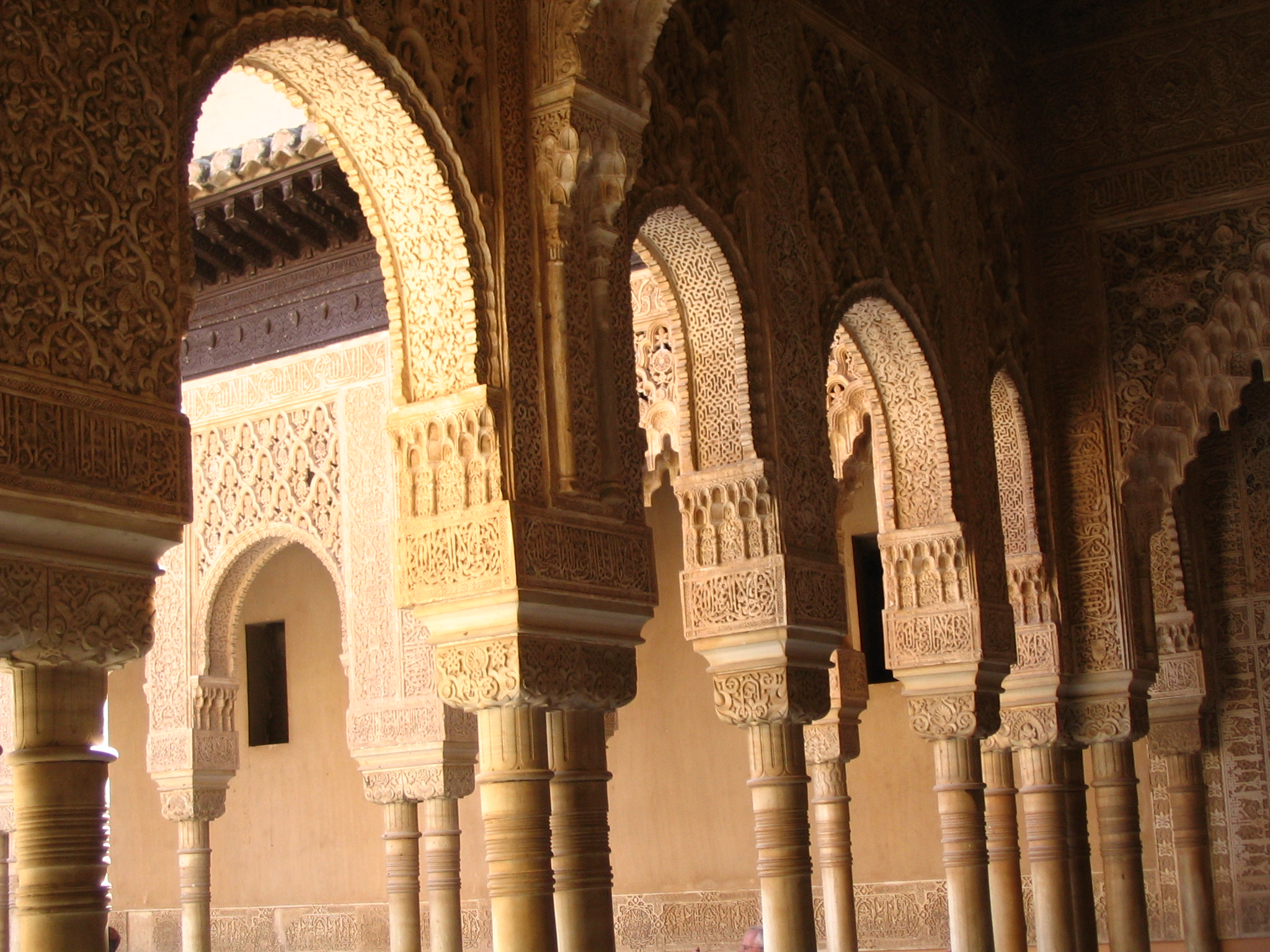

狮子庭院（西班牙語：Patio de los Leones，阿拉伯语：‎）是摩尔人纳斯瑞德（Nasrid）王朝狮子宫的主要庭院，位于西班牙格拉纳达阿尔罕布拉宫的心脏，为包括宫殿、花园和堡垒的建筑群。它是由安达卢斯的格拉纳达苏丹穆罕默德五世下令修建。工程开始于他统治的第二个时期，自1362年到1391年。现在是世界遗产项目的一部分，并出现在2011年西班牙铸造的2欧元限量版纪念币上。